# 2021年科特迪瓦议会选举
2021年科特迪瓦议会选举（英語：2021 Ivorian Parliamentary Election）于2021年3月6日在科特迪瓦共和国举行。上次议会选举在2016年举行，由争取民主与和平乌弗埃主义者联盟联合共和团结党、科特迪瓦民主党－非洲民主集会及其他一些小党组成的总统执政联盟（Presidential Coalition）赢得了科特迪瓦国民议会多数席位。

## 选举方法
国民议会是科特迪瓦共和国两院制立法机关科特迪瓦议会的下议院。国民议会共计有255个议员席位，其中169个席位在单一选区采用简单多数方式选出；其余86个席位由36个选区采用总选票制方式选出，这些选区通常拥有2席到6席议员席位，赢得该选区的政党或政党联盟可以用自己的提名人填满这些席位。
根据2020年11月通过的一项法令，所有参加国民议会选举的政党必须提名30%的女性候选人；同时对女性候选人超过50%的政党提供更多的公共持资金予以扶持。

## 选举结果
根据科特迪瓦官方公布的消息，本次选举的投票率为37.88%。在7,359,399名登记的选民中，有2,788,022名选民参加；而在所有投票的选民中，有82,184张空票和34,083张空白票。争取民主与和平乌弗埃主义者联盟在这次国民议会选举中赢得了254个议会席位中的137个。科特迪瓦民主与和平同盟对此选举结果表示不满并认为选举过程中存在着欺诈行为；而科特迪瓦人民阵线则呼吁保持冷静。
3月10日，由于有一位当选候选人在选举过程中死亡，因此他的席位暂时从缺。